# Schachticraspedon drosolitus
Schachticraspedon drosolitus är en stekelart som beskrevs av Diller 1984. Schachticraspedon drosolitus ingår i släktet Schachticraspedon och familjen brokparasitsteklar. Inga underarter finns listade i Catalogue of Life.